# Euphyia vinosata
Euphyia vinosata là một loài bướm đêm trong họ Geometridae.